# Clepsis consimilana
Clepsis consimilana là một loài bướm đêm thuộc họ Tortricidae. Nó được tìm thấy ở châu Âu tới Tiểu Á và Syria, it is also được tìm thấy ở Bắc Phi và miền đông Hoa Kỳ.
Sải cánh dài 13–19 mm. Con trưởng thành bay từ tháng 6 đến tháng 9.
Ấu trùng ăn các loài trees, bao gồm Ligustrum. They apparently prefer dead leaves. Other recorded food plants include Syringa, Hedera, Lonicera, Polygonum, Malus, Carpinus, Crataegus và Cotoneaster khác nhau.

## Hình ảnh

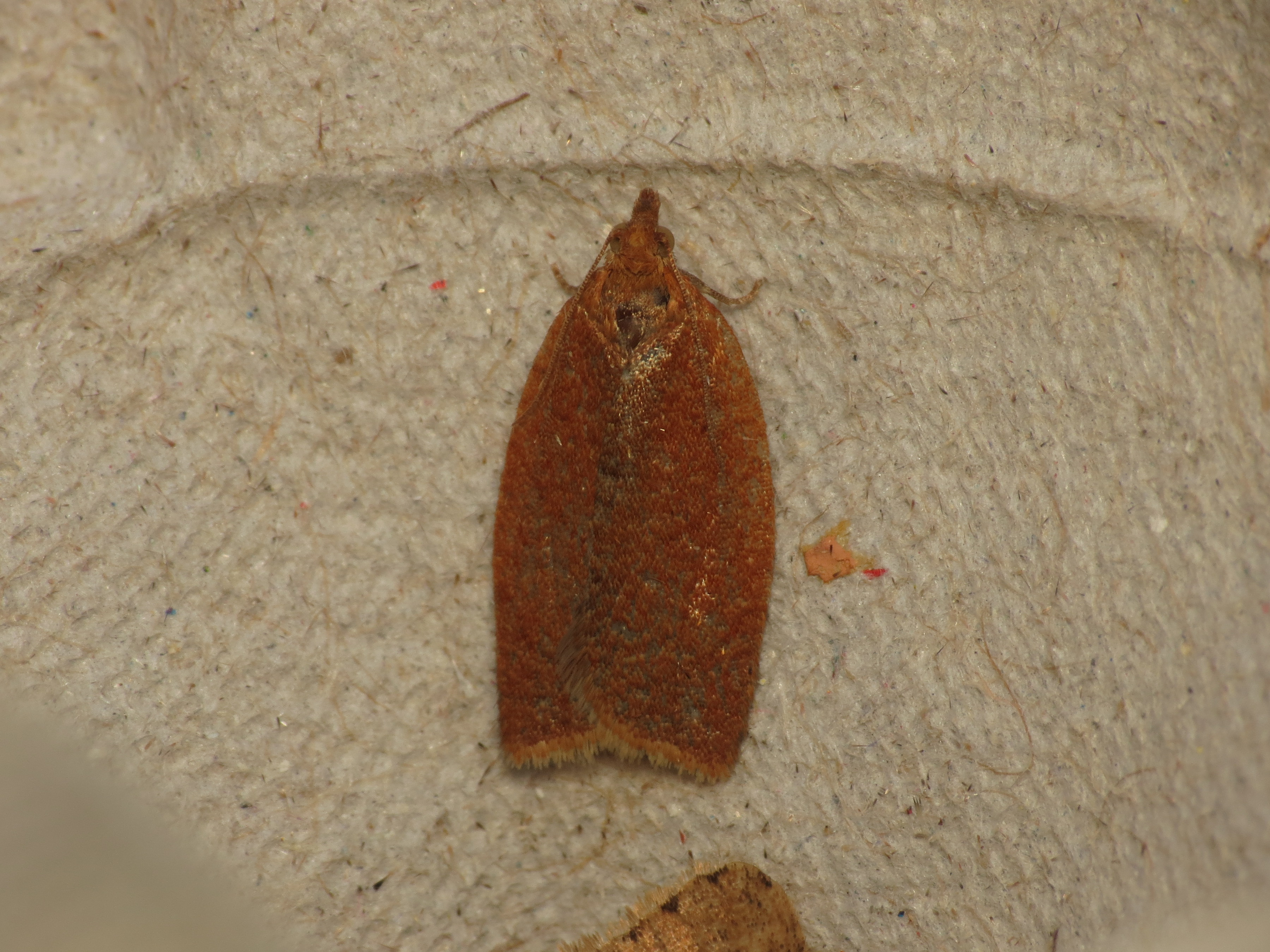
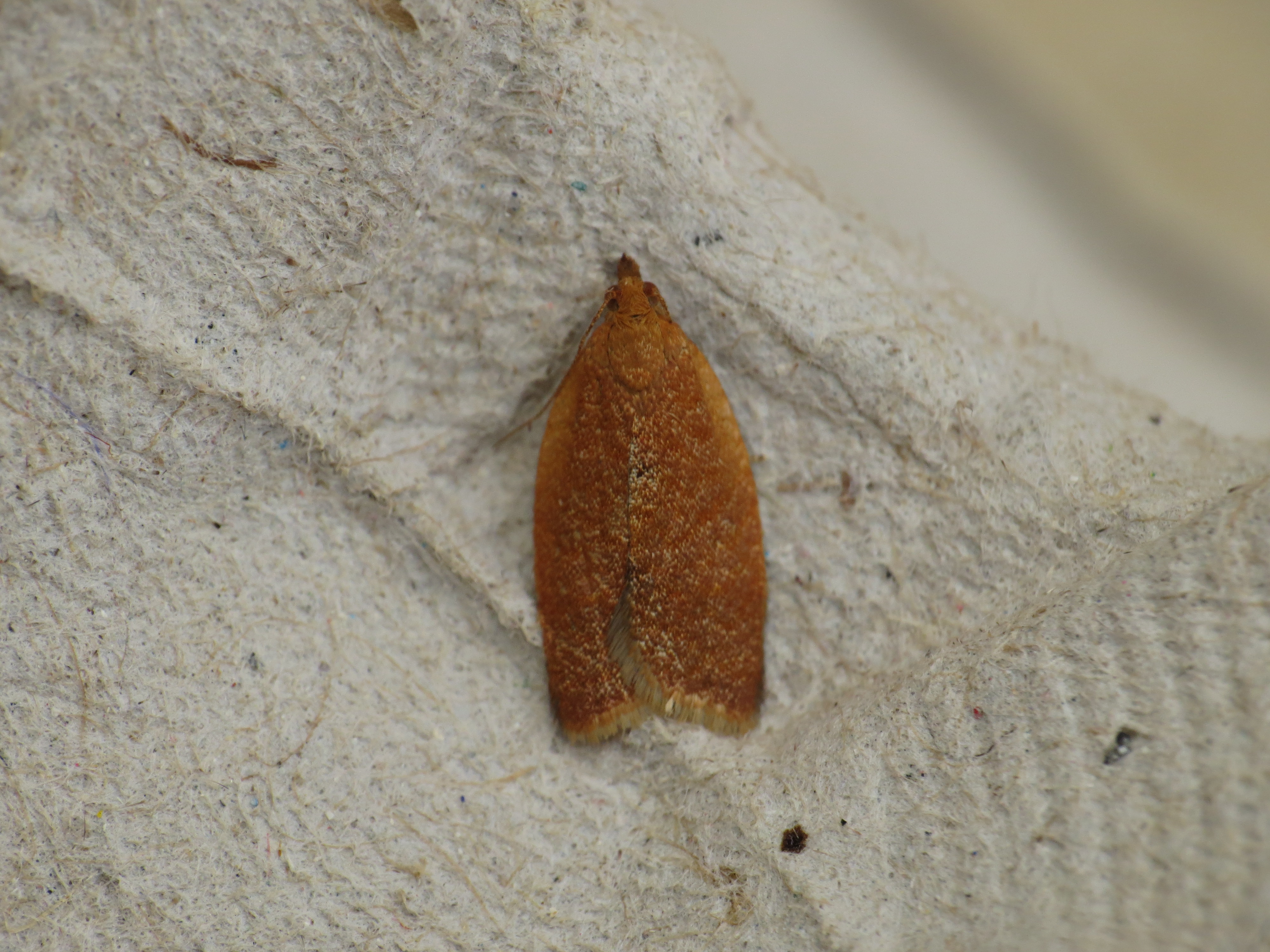
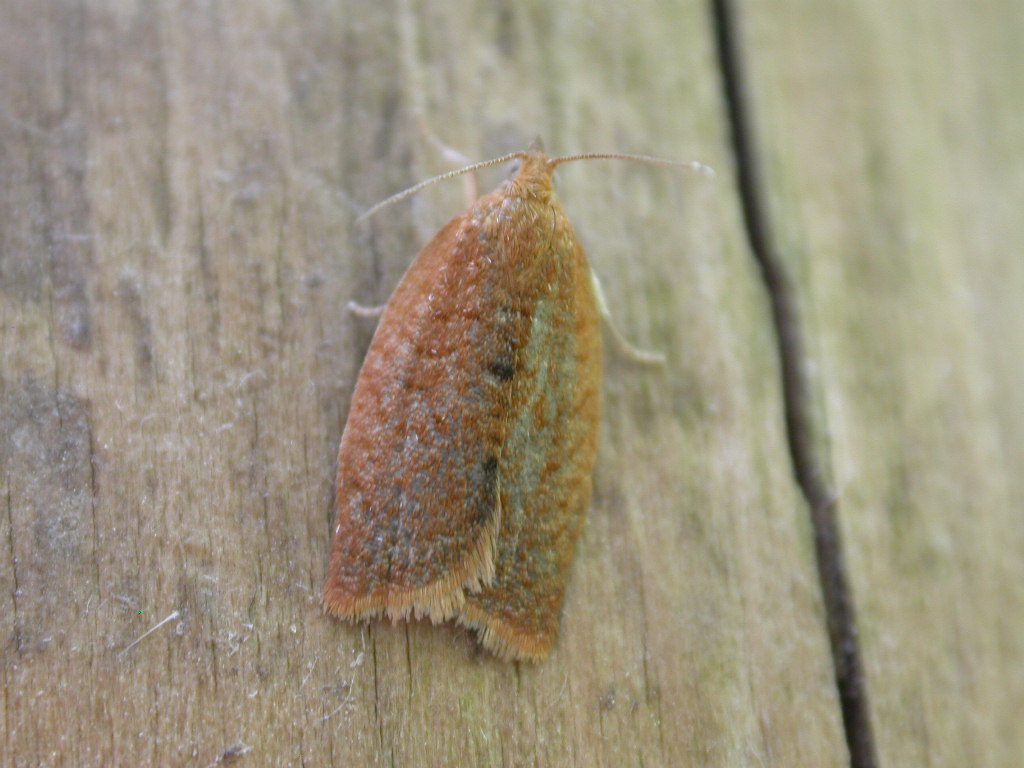
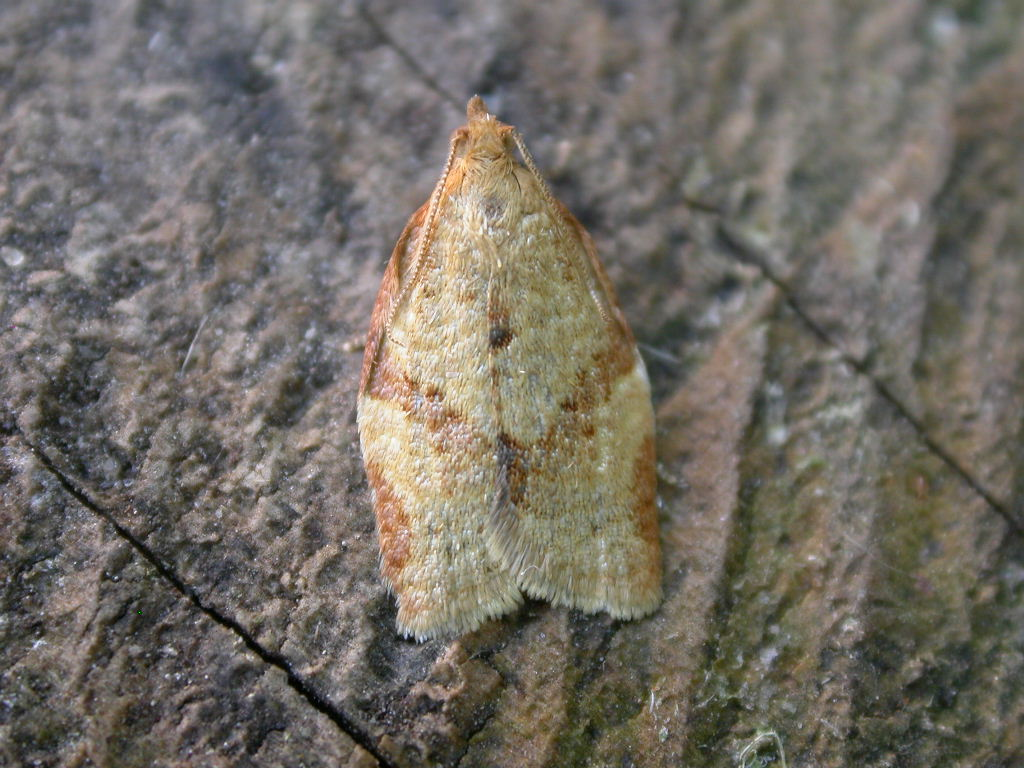